# شويا يونيدا
شويا يونيدا (باليابانية: 米田 隼也) (مواليد 5 نوفمبر 1995) هو لاعب كرة قدم ياباني.

## وصلات خارجية
- شويا يونيدا على موقع رابطة كرة القدم اليابانية للمحترفين (اليابانية)
- شويا يونيدا على موقع قاعدة بيانات كرة القدم.إي يو (الإنجليزية)
- شويا يونيدا على موقع Soccerway.com (الإنجليزية)
- شويا يونيدا على موقع عالم كرة القدم.نت (الإنجليزية)